# Lamis al-Alami
Pour les articles homonymes, voir Alami.
Lamis al-Alami une femme politique palestinienne née en 1943 à Jérusalem. Elle est ministre de l'Éducation et de la Culture dans le gouvernement Salam Fayyad de juin 2007.